# Arthur Owen
Arthur Owen (Forest Gate, Londen, 21 maart 1915 - Wexham, Buckinghamshire, 13 april 2000) was een Brits Formule 1-coureur. Hij nam deel aan de Grand Prix van Italië in 1960 voor het team Cooper, maar scoorde hierin geen punten.